# Микелевщина
Микелевщина (бел. Мікелеўшчына, транслит. Mikielieŭščyna) — агрогородок в Мостовском районе Гродненской области Белоруссии. Входит в состав Мостовского сельсовета.
До 2013 года Микелевщина входила в состав и была центром Микелевщинского сельсовета.

## География
Расположен в 15 км к северо-востоку от города Мосты, в 75 км от Гродно, в 12 км от железнодорожной станции Рожанка, на автодороге Р51 Мосты — Щучин.

## Население
- 1999 год — 581 житель, 232 двора
- 2009 год — 462 жителя

## Культура
- Дом культуры
- Музей Матери[1]

## Достопримечательности

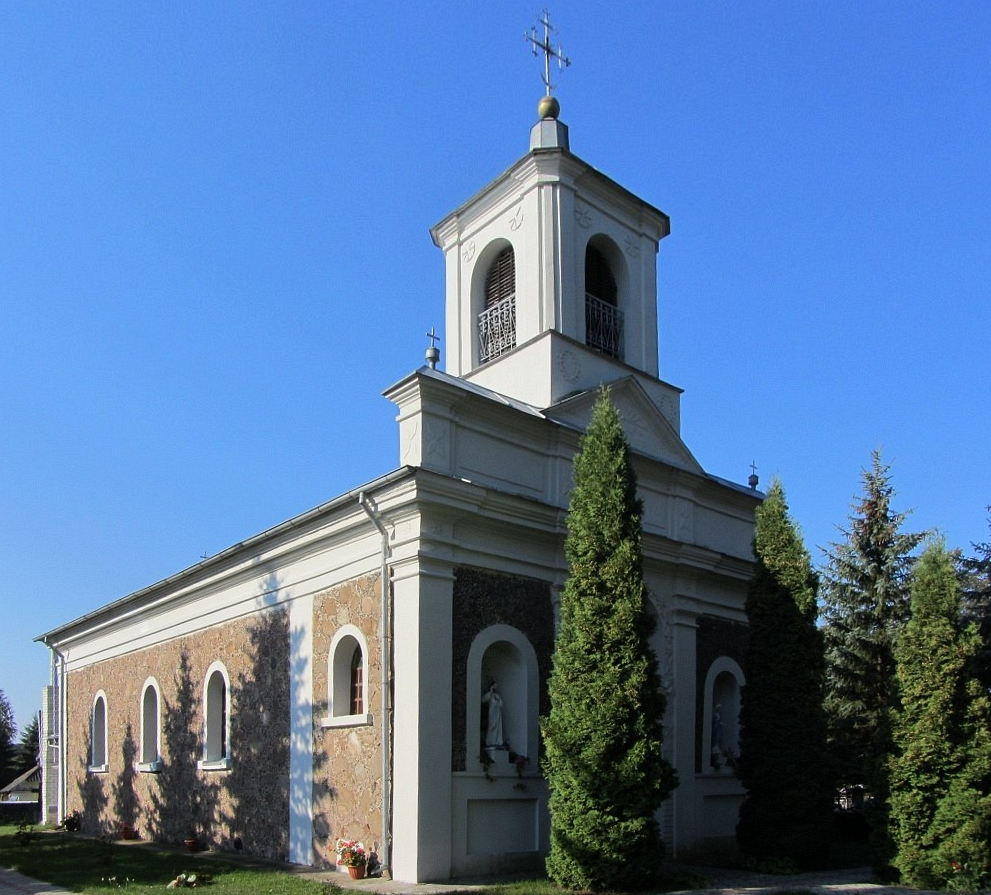
Костёл Посещения Пресвятой Девы Марии

- Костёл Посещения Пресвятой Девы МарииКостёл Посещения Пресвятой Девы Марии (1823 г.)
- Плебания (XIX в.)
- Надгробная часовня (XIX в.)
- Кладбище воинов Первой мировой войны (1915—1918)

## Известные уроженцы
- Геннадий Станиславович Лойко (Геник Лойко) — белорусский скульптор